# Ronde van Spanje 2024/Veertiende etappe
De veertiende etappe van de Ronde van Spanje 2024 werd op 31 augustus verreden van Villafranca del Bierzo naar Villablino. Het was een heuvelrit over 200,5 kilometer.
Kaden Groves heeft de veertiende etappe van de Vuelta gewonnen. De Australiër toonde zich net iets sneller dan Wout Van Aert. De etappe leek op papier een behoorlijke bergrit met op 16 kilometer van de streep de  top van de Puerto de Leitariegos (24km aan 4,1%) een klim van eerste categorie. In de afdaling reed topfavoriet Primož Roglič lek maar stapte snel op de fiets van ploegmaat bij BORA-hansgrohe, Daniel Felipe Martínez waardoor hij snel bij de groep terugkwam.

## Uitslag
| Villafranca del Bierzo – Villablino (200,5 km) |                   |                         |          |
| Plaats                                         | Naam              | Ploeg                   | Tijd     |
| Winnaar                                        | Kaden Groves      | Alpecin-Deceuninck      | 4u21'34" |
| 2                                              | Wout Van Aert     | Team Visma-Lease a Bike | z.t.     |
| 3                                              | Corbin Strong     | Israel-Premier Tech     | z.t.     |
| 4                                              | Mathias Vacek     | Lidl-Trek               | z.t.     |
| 5                                              | Pau Miquel        | Equipo Kern Pharma      | z.t.     |
| 6                                              | Filippo Baroncini | UAE Team Emirates       | z.t.     |
| 7                                              | Simon Guglielmi   | Arkéa-B&B Hotels        | z.t.     |
| 8                                              | Arjen Livyns      | Lotto Dstny             | z.t.     |
| 9                                              | Xabier Berasategi | Euskaltel-Euskadi       | z.t.     |
| 10                                             | Carlos Canal      | Movistar                | z.t.     |
|                                                |                   |                         |          |
| 55                                             | Sam Oomen         | Lidl-Trek               | z.t.     |

| Algemeen klassement |                   |                            |           |
| Plaats              | Naam              | Ploeg                      | Tijd      |
| Rode trui           | Ben O'Connor      | Decathlon AG2R La Mondiale | 56u31'49" |
| 2                   | Primož Roglič     | BORA-hansgrohe             | + 1'21"   |
| 3                   | Enric Mas         | Movistar                   | + 3'01"   |
| 4                   | Richard Carapaz   | EF Education-EasyPost      | + 3'13"   |
| 5                   | Mikel Landa       | Soudal Quick-Step          | + 3'20"   |
| 6                   | Carlos Rodríguez  | INEOS Grenadiers           | + 4'12"   |
| 7                   | Florian Lipowitz  | BORA-hansgrohe             | + 4'29"   |
| 8                   | Felix Gall        | Decathlon AG2R La Mondiale | + 4'42"   |
| 9                   | David Gaudu       | Groupama-FDJ               | + 4'44"   |
| 10                  | Adam Yates        | UAE Team Emirates          | + 5'17"   |
|                     |                   |                            |           |
| 27                  | Steven Kruijswijk | Team Visma-Lease a Bike    | + 38'18"  |
| 39                  | Mauri Vansevenant | Soudal Quick-Step          | + 57'12"  |

## Nevenklassementen
| Puntenklassement |                 |                           |        |
| Plaats           | Naam            | Ploeg                     | Punten |
| Groene trui      | Wout Van Aert   | Team Visma-Lease a Bike   | 291    |
| 2                | Kaden Groves    | Alpecin-Deceuninck        | 182    |
| 3                | Harold Tejada   | Astana Qazaqstan Team     | 95     |
| 4                | Pavel Bittner   | Team dsm-firmenich PostNL | 81     |
| 5                | Pablo Castrillo | Equipo Kern Pharma        | 73     |
|                  |                 |                           |        |
| 35               | Gijs Leemreize  | Team dsm-firmenich PostNL | 35     |

| Bergklassement        |                |                           |        |
| Plaats                | Naam           | Ploeg                     | Punten |
| Bolletjestrui (blauw) | Wout Van Aert  | Team Visma-Lease a Bike   | 46     |
| 2                     | Marc Soler     | UAE Team Emirates         | 23     |
| 3                     | Jay Vine       | UAE Team Emirates         | 23     |
| 4                     | Adam Yates     | UAE Team Emirates         | 22     |
| 5                     | Primož Roglič  | BORA-hansgrohe            | 18     |
|                       |                |                           |        |
| 27                    | Gijs Leemreize | Team dsm-firmenich PostNL | 4      |

| Jongerenklassement |                    |                           |            |
| Plaats             | Naam               | Ploeg                     | Tijd       |
| Witte trui         | Carlos Rodríguez   | INEOS Grenadiers          | 56u36'01"  |
| 2                  | Florian Lipowitz   | BORA-hansgrohe            | + 17"      |
| 3                  | Mattias Skjelmose  | Lidl-Trek                 | + 1'12"    |
| 4                  | Matthew Riccitello | Israel-Premier Tech       | + 36'04"   |
| 5                  | Mauri Vansevenant  | Soudal Quick-Step         | + 53'00"   |
|                    |                    |                           |            |
| 15                 | Gijs Leemreize     | Team dsm-firmenich PostNL | + 1u29'58" |

| Ploegenklassement |                            |             |
| Plaats            | Ploeg                      | Tijd        |
|                   | UAE Team Emirates          | 169u13'55"  |
| 2                 | BORA-hansgrohe             | + 38'29"    |
| 3                 | Decathlon AG2R La Mondiale | + 48'39"    |
| 4                 | Team Visma-Lease a Bike    | + 1u03'11"  |
| 5                 | Israel-Premier Tech        | + 1u03'32'" |

## Uitvallers
- Rubén Fernández (Cofidis): niet gestart met COVID-19 besmetting

1e etappe ·
2e etappe ·
3e etappe ·
4e etappe ·
5e etappe ·
6e etappe ·
7e etappe ·
8e etappe ·
9e etappe ·
10e etappe ·
11e etappe ·
12e etappe ·
13e etappe ·
14e etappe ·
15e etappe ·
16e etappe ·
17e etappe ·
18e etappe ·
19e etappe ·
20e etappe ·
21e etappe
Startlijst · Eindstanden · Afbeeldingen